# VEF Kulturális Palota
A VEF Kulturális Palota (lettül: VEF Kultūras pils) kulturális intézmény Rigában, amelyet 1960 nyitottak meg mint az Állami Elektrotechnikai Gyár (VEF) kulturális központját. Lettország fővárosának Vidzeme kerületében, a Ropaži utcában, az egykori VEF gyár közelében található. Tekintettel arra, hogy ott mutatták be a VEF legújabb fejlesztéseit is, 1978-ban átnevezték, ekkor VEF Kulturális és Technikai Palota lett a neve, majd az 1990-es évek elején visszakapta eredeti nevét.

## Története
A Nyikolaj Szemencon tervei alapján készült központot 1951–1960 között építették, 1960-ban Georgijs Gaile, a Lett SZSZK Népgazdasági Tanácsának akkori elnöke avatta fel, aki 1944–1958 között a VEF igazgatója volt. Az intézményt a VEF finanszírozta. A szovjet időszakban évente átlagosan másfél millió látogatója volt az intézmények, 2002-től a rigai önkormányzat tulajdonában van és kulturális intézményként működik. Az intézmény egy 805 fő befogadására alkalmas nagyteremmel is rendelkezik, amely színházi előadásoknak is helyet ad. Az intézményben emellett  konferenciákat és  kiállításokat is tartanak. A kulturális palota ad otthont a VEF Történeti Múzeumnak is. Az épület 1998-tól kulturális műemlék. 2016-2017-ben felújították. A felújításkor derült ki, hogy építéséhez a Riga elleni 1944-es bombatámadásban megsérült Feketefejűek házából és a Szent Péter-templomból származó törmeléket is felhasználtak. A központot 2021 novemberében nyitották meg újra.

## További információ
- A VEF Kulturális Palota honlapja